# Nišava
Nišava (cirilica: Нишава) je reka v Bolgariji in Srbiji, dolga 218 kilometrov. Je desni in najdaljši pritok Južne Morave, v katero se izliva zahodno od Niša.

## Tok
Nišava izvira na skrajnem zahodu Bolgarije pod vrhom Kom, ki je del gorovja Stara planina (Balkan). Reka sprva teče proti jugu in se nato obrne proti zahodu, kjer prečka Godeško kotlino. Po vasi Ginci, skozi katero teče v gornjem toku, se reka do sotočja z rečico Vrbnico (Šumsko reko) v bližini mesta Godeč imenuje tudi Ginska reka. Z Godeške kotline nadaljuje pot skozi globoko sotesko, ki poteka od vasi Razboište do naselja Kalotina, kjer reka preide na ozemlje Srbije. Dolžina Nišave v Bolgariji znaša 67 kilometrov.
Preostalih 151 kilometrov v Srbiji Nišava teče pretežno proti severozahodu. Njen tok predstavlja sestavljeno (kompozitno) dolino, kjer se izmenjujejo soteske in kotline z večjimi naselji, kot so Dimitrovgrad, Pirot in Bela Palanka. Najizrazitejša geološka formacija Nišave je Sićevska soteska (Sićevačka klisura) med Belo Palanko in Niško Banjo. Soteska, dolga 17 kilometrov in globoka 35 do 400 metrov, je mestoma oblikovana kot kanjon. Moč Nišave v soteski izkoriščata mali hidroelektrarni Sićevo in Ostrovica.
Okoli 10 kilometrov zahodno od Niša, v bližini naselja Trupale, se Nišava izliva v Južno Moravo.

## Galerija
- Nišava v Gincih
- Nišava v Pirotu
- Nišava v Nišu